# ТЭВ (вагонотолкатель)
ТЭВXX (толкатель электромеханический вагонный, перемещающий XX вагонов) — серия электротолкателей на агрегатах промышленных и маневровых тепловозов ТГМ4, ТГМ6 и ТЭМ2 с возможностью дистанционного управления, выпускаемая ООО «ПромТехТранс». Токосъём обеспечивается с помощью кабельного барабана (ТЭВ5, ТЭВ10, ТЭВ25) или полупантографа (ТЭВ35). Управление — по Wi-Fi-связи.

## Галерея

Фото
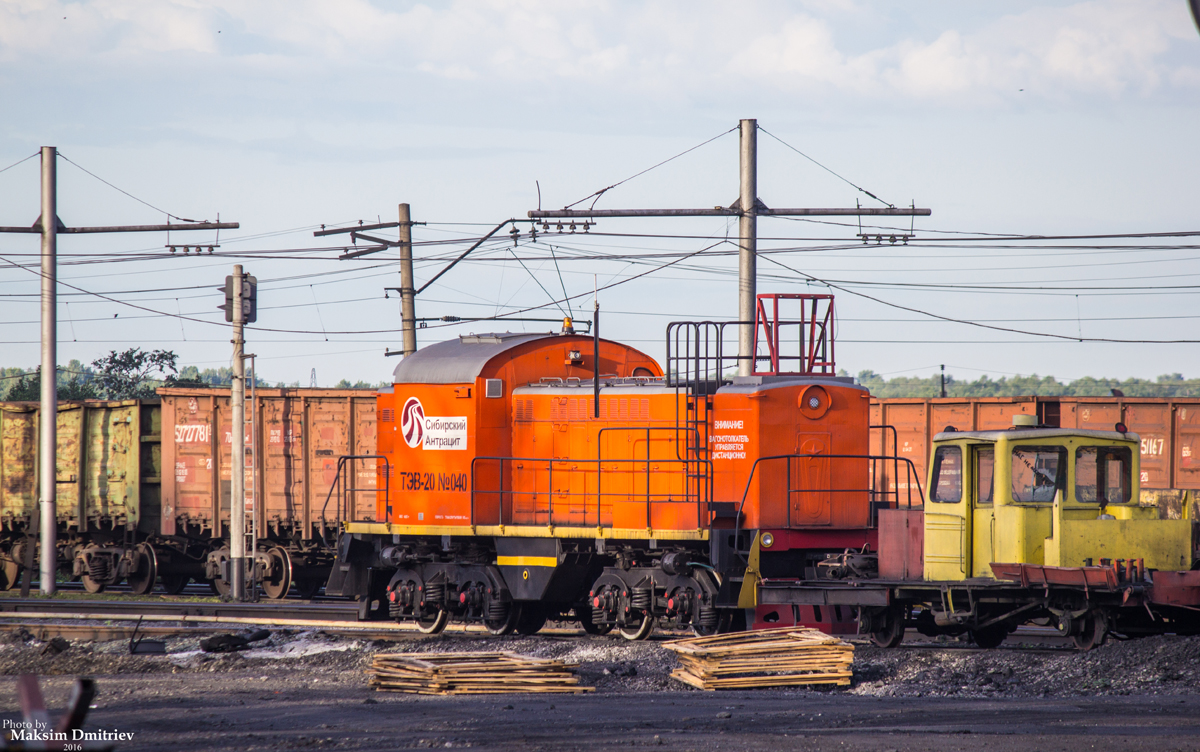
ТЭВ20-040
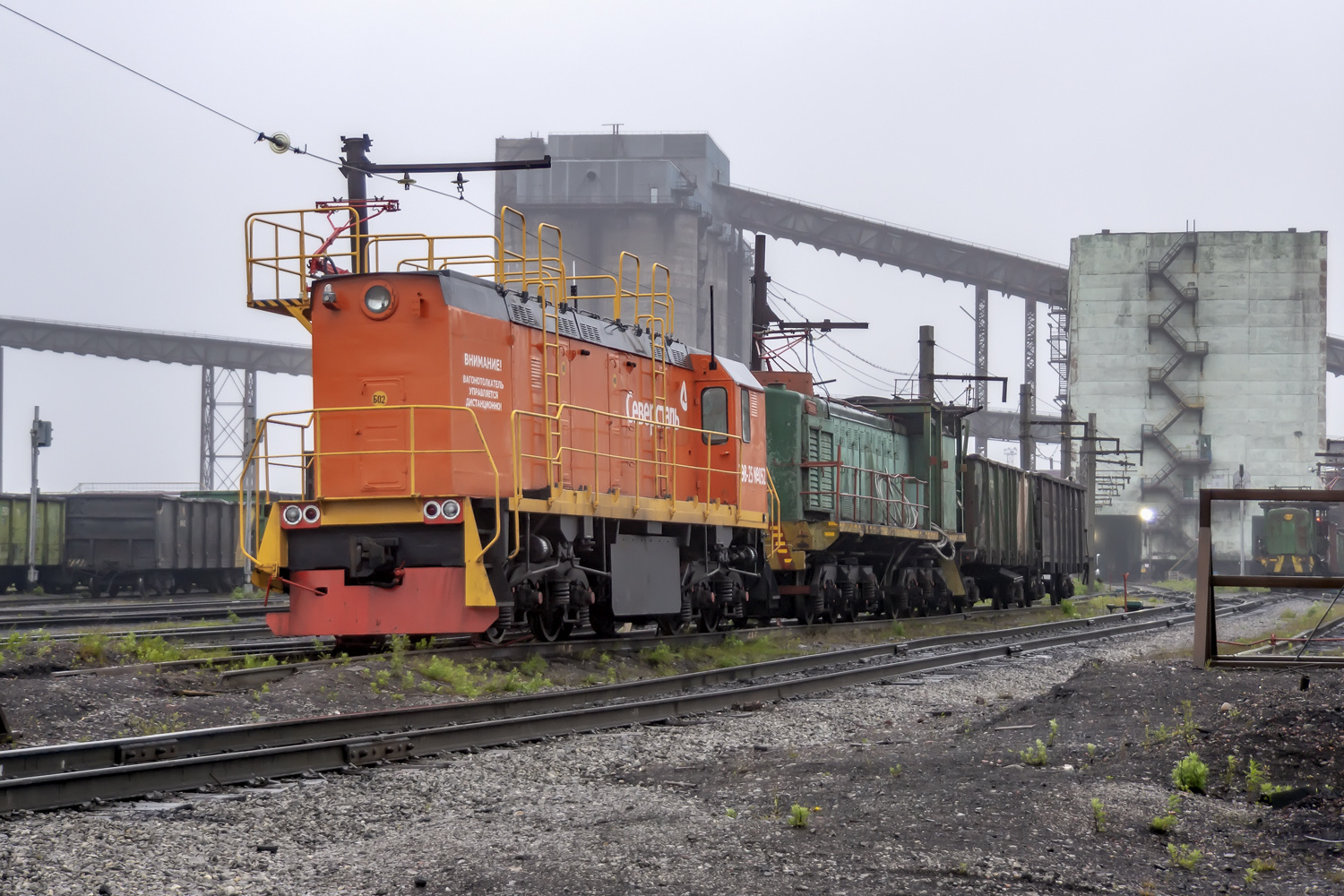
ТЭВ25-052

- Видео
- Испытания вагонотолкателя ТЭВ5-038 в депо